# Crouch Automobile Manufacturing and Transportation Company
Crouch Automobile Manufacturing and Transportation Company war ein US-amerikanischer Hersteller von Automobilen.

## Vorgeschichte
W. Lee Crouch hatte bereits 1894 in seinem Maschinenbauunternehmen Pierce & Crouch in New Brighton in Pennsylvania ein Fahrzeug mit einem Ottomotor hergestellt. 1896 entstand ein Einzylindermotor für Carlos C. Booth, der ihn in ein Fahrzeug einbaute. Dieses Fahrzeug wurde Booth-Crouch genannt. Bis 1899 folgten weitere Motoren. Im Januar 1899 entwarf Crouch einen Dampfwagen und fuhr damit bis Baltimore in Maryland.

## Unternehmensgeschichte
W. Lee Crouch gründete 1899 mit einigen Partnern das Unternehmen in Baltimore. Crouch war Superintendent, D. A. Clark Präsident, J. Stewart MacDonald Vizepräsident und H. C. Fossett Schatzmeister. Die Brüder Frederick und Lewis Davidson waren ebenfalls beteiligt. Die Produktion von Automobilen lief bis zur Insolvenz 1900. Der Markenname lautete Crouch. Insgesamt entstanden nur wenige Fahrzeuge.
Es gab keine Verbindung zu Gray & Couch, die gleichnamige Fahrzeuge herstellten.

## Fahrzeuge
Ein Dampfmotor trieb die Fahrzeuge an. Es war ein V2-Motor mit 8 PS Leistung. Die Höchstgeschwindigkeit war mit 72 km/h angegeben. Eine Abbildung zeigt einen Runabout.